# Rotem Sivan

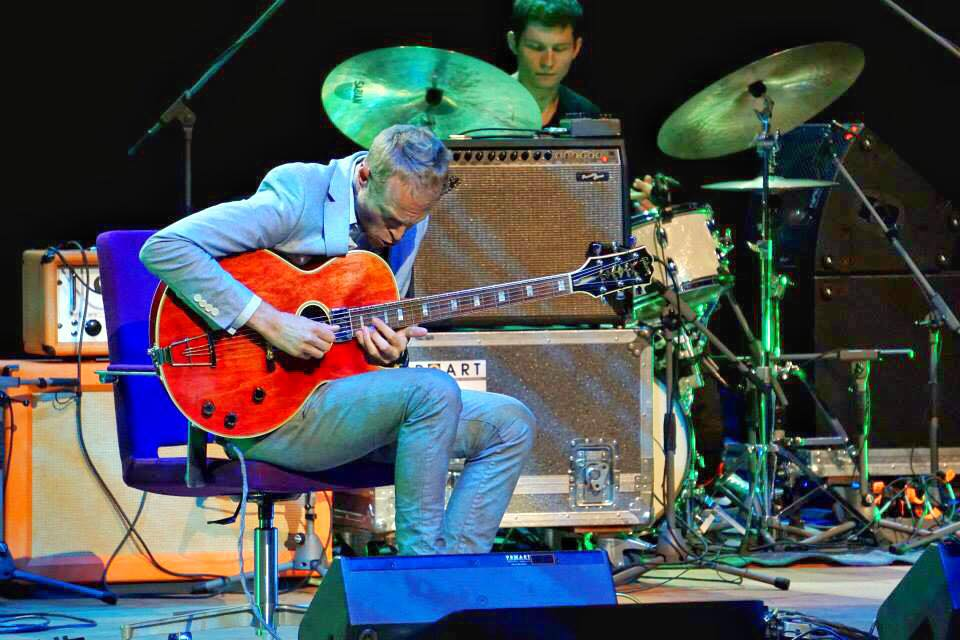
Rotem Sivan (2016)

Rotem Sivan  (hebräisch רותם סיון; * um 1987 in Jerusalem) ist ein israelischer Jazzmusiker (Gitarre, Komposition)

## Leben und Wirken
Sivan begeisterte sich schon früh für Gitarre und erhielt zunächst mit vier Jahren eine Spielzeuggitarre. Mit elf Jahren erhielt er ersten Gitarrenunterricht. Als Jugendlicher beschäftigte er sich zunächst mit Rockmusik, kam aber rasch zum Jazz. Er absolvierte die Musikabteilung des WIZO-Kunstgymnasiums. An der Musikakademie der Universität Tel Aviv machte er seinen Bachelor-Abschluss mit Auszeichnung in klassischer Komposition. 2008 zog er nach New York City, um seine musikalische Ausbildung an der New School fortzusetzen, wo er seinen B.F.A. in Jazz und zeitgenössischer Musik mit Auszeichnung erwarb.
In New York begann Sivan mit Musikern wie Ari Hoenig, Peter Bernstein, Yasushi Nakamura, Colin Stranahan, Paul Bollenback, Ziv Ravitz, Dave Schnitter und Omer Avital zu arbeiten. 2009 war er Preisträger des Montreux Jazz Festival. Weiterhin trat er mit seiner Band auf dem Internationalen Jazzfestival Bern, dem Sonora Jazz Festival oder dem Ottawa Festival auf.
2013 veröffentlichte Sivan sein Debütalbum Enchanted Sun auf SteepleChase Records. Seinen Durchbruch erzielte er 2014 mit seinem zweiten Album im Trio mit Haggai Cohen-Milo (Bass) und Mark McLean (Schlagzeug), das bei Fresh Sound New Talent Records veröffentlicht wurde. Das Album erhielt 4,5 Sterne in der Zeitschrift Down Beat, wo Sivan als „ein bemerkenswertes Talent und eine willkommene neue Stimme in der Szene“ gewürdigt wurde. Nach den Alben A New Dance (2016), Antidote (2017), My Favorite Monster (2018) und Far from Shore (2021) erschien 2024 Dream Louder, das von der Kritik als sein vielleicht bisher gehaltvollstes Album gewertet wird, welches die Kühnheit seiner Stimme und seiner musikalischen Mission unterstreiche.